# Zhang Rongliang
Zhang Rongliang (* 15. Juli 1950 in Fangcheng, Provinz Henan) ist Leiter der Fangcheng Kirche in Henan und des evangelischen Hauskirchennetzwerks „Christus für China“. Er ist einer der international bekanntesten Aktivisten der chinesischen Hauskirchen. Darüber hinaus ist Zhang in der „Back to Jerusalem Bewegung“ aktiv. Die „Back to Jerusalem Bewegung“ möchte den Mittleren Osten, von China bis Jerusalem, mittels chinesischer Missionare zum Christentum bekehren und bildet in eigenen Seminaren angehende Missionare in Arabisch und Farsi aus. Ziel der Bewegung ist es, den Islam aus Asien zurückzudrängen. Zhang Rongliang schrieb dazu: „Die muslimische Religion ist das größte Hindernis auf dem Weg zurück zu Jerusalem.“ Der eigenen chinesischen Regierung steht Zhang skeptisch bis feindselig gegenüber. Zhang schrieb über die Missionsmöglichkeiten der Chinesen in der muslimischen Welt: „Die Chinesen sind mehr als die Amerikaner geeignet in der muslimischen Welt zu missionieren…Die chinesische Regierung unterstützt den Terrorismus im Mittleren Osten, deshalb unterstützen die muslimischen Nationen China.“

## Verhaftungen und Verurteilungen
Zhang Rongliang wurde im Jahr 1976 zu sieben Jahren Haft wegen Begünstigung der Konterrevolution und im Jahr 1999 zu drei Jahren Umerziehung wegen Störung der sozialen Ordnung verurteilt.
Im Jahr 2005 wurde Zhang zu sieben ein halb Jahren Gefängnis wegen Passbetrugs verurteilt. Es wurde ihm zur Last gelegt, China mit verschiedenen gefälschten Pässen verlassen zu haben. Von Juni 2001 bis Januar 2004 verwendete er einen Pass mit dem Namen Gao Xiancheng, im Jahr 2003 einen Pass mit dem Namen Sun Rongming und im August 2004 verwendete er einen Pass mit dem Namen Le De’en.
Im Jahr 2005 verabschiedete das europäische Parlament eine Resolution, in welcher die Freilassung von Zhang gefordert wurde.